# Cnephalocotes
Cnephalocotes és un gènere d'aranyes araneomorfes de la subfamília Erigoninae, dins de la família Linyphiidae.
Fou descrit per primera vegada per Eugène Louis Simon l'any 1884.
Es pot trobar a la zona paleàrtica i Hawaii.

## Llista d'espècies
Segons The World Spider Catalog 12.0:
- Cnephalocotes obscurus (Blackwall, 1834)
- Cnephalocotes simpliciceps Simon, 1900
- Cnephalocotes tristis Denis, 1954